# 제5공화국 (드라마)
《제5공화국》은 2005년 4월 23일부터 2005년 9월 11일까지 방영된 MBC 주말 특별 기획 드라마로, 제5공화국을 배경으로 한 문화방송의 공화국 시리즈를 9년만에 부활시킨 시대극 작품이다.
이 드라마는 1979년 10·26 사건부터 12·12 쿠데타, 5·17 쿠데타, 1980년 광주 민주화 운동, 제5공화국, 1987년 6월 항쟁, 6·29 선언, 제6공화국의 성립, 김영삼 정권 당시 전두환·노태우 구속수감, 그리고 대한민국 제15대 대통령 선거 당시 전두환·노태우 특별사면 및 삼청교육대 관련 내용까지 다뤘다.
한편, 당초 2005년 1월 말 시작할 예정이었으나 월화드라마 《영웅시대》와 시대적 배경이 일정 부분 겹쳐 같은 해 4월 말로 첫 방송이 변경됐다.

## 등장 인물

### 주요 인물
- 이덕화 : 전두환(全斗煥) 역 (최종 계급 :  대장(大將))

육사 11기, 대한민국 제11~12대 대통령, 민주정의당 총재, 국가보위비상대책위원회 상임위원장, 중앙정보부장 서리, 보안사령관, 육군 제1보병사단장, 대통령경호실 작전차장보, 특전사 제1공수특전여단장, 육군 제9보병사단 29연대장 육군 대장 예편
- 서인석 : 노태우(盧泰愚) 역 (최종 계급 :  대장(大將))

육사 11기, 대한민국 제13대 대통령, 제12대 국회의원, 내무부장관, 무임소장관, 체육청소년부장관, 민주정의당 대표최고위원, 민주정의당·민주자유당 총재, 보안사령관, 수도경비사령관, 육군 제9보병사단장, 대통령경호실 행정차장보, 특전사 제9공수특전여단장, 육군 대장 예편
- 김영란 : 이순자(李順子) 역

전두환 대통령의 영부인
- 송옥숙 : 김옥숙(金玉淑) 역

노태우 대통령의 영부인
- 홍학표 : 장세동(張世東) 역 (최종 계급 :  중장(中將))

육사 16기, 국가안전기획부장, 대통령 경호실장, 특전사 제3공수특전여단장, 특전사령부 작전참모, 수도경비사령부 제30경비단장, 육군 중장 예편
- 윤승원 : 정호용(鄭鎬溶) 역 (최종 계급 :  대장(大將))

육사 11기, 제13, 14대 국회의원 내무부·국방부 장관, 육군참모총장, 육군 제3야전군 사령관 특전사령관, 육군 제50보병사단장, 특전사 제7공수특전여단장, 육군 대장 예편
- 이재용 : 이학봉(李鶴捧) 역 (최종 계급 :  준장(准將))

육사 18기, 제13대 국회의원, 국가안전기획부 제2차장, 대통령 비서실 민정수석비서관, 보안사령부 대공처장, 보안사령부 수사과장, 육군 준장 예편

### 삼김 관련 인물
- 임동진 : 김대중(金大中) 역

대한민국 제15대 대통령, 제5~8, 13, 14대 국회의원, 민주당 공동대표최고위원, 평화민주당·신민주연합당·새정치국민회의·새천년민주당 총재
- 김용건 : 김영삼(金泳三) 역

대한민국 제14대 대통령, 제3, 5~10, 13, 14대 국회의원, 신민당 원내총무, 민주자유당 대표최고위원, 신민당·통일민주당·민주자유당·신한국당 총재
- 이정길 : 김종필(金鍾泌) 역 (최종 계급 :  준장(准將))

대한민국 제11, 31대 국무총리, 제6~10, 13~16대 국회의원, 육사 8기, 민주공화당·민주자유당 대표최고위원, 민주공화당·신민주공화당·자유민주연합 총재, 초대 중앙정보부장, 육군 준장 예편(2, 3공화국 연결)
- 원종례 : 박영옥(朴榮玉) 역 - 김종필의 부인, 박정희의 조카
- 연운경 : 이희호(李姬鎬) 역 - 김대중 대통령 영부인
- 현숙희 : 손명순(孫命順) 역 - 김영삼 대통령 영부인

### 제5공화국 인물
- 오현섭 : 전경환 역

대통령 경호실 제5계장, 새마을운동본부 총재 전두환 대통령 동생(4공화국 연결).
- 김병기 : 노신영 역

대한민국 제18대 국무총리, 국가안전기획부장, 외무부 장관
- 정선일 : 김재익 역

대통령 비서실 경제수석비서관
- 신희문 : 이범석 역

대통령 비서실장, 외무부장관
- 이진우 : 허화평 역 (최종 계급 :  준장(准將))

육사 17기, 제14, 15대 국회의원, 대통령비서실 제1정무수석비서관, 대통령 비서실 보좌관, 보안사령부 비서실장, 육군 준장 예편
- 차광수 : 허삼수 역 (최종 계급 :  준장(准將))

육사 17기, 제14대 국회의원, 대통령비서실 사정수석비서관, 보안사령부 인사처장, 육군 준장 예편
- 이희도 : 허문도 역 - 국토통일원 장관, 대통령비서실 정무수석비서관, 공보비서관. 문공부 차관, 중정 비서실장, 주일대사관 공보관, 조선일보 기자
- 이승형 : 박철언 역 - 제14, 15대 국회의원, 자유민주연합 부총재, 정무 장관, 체육청소년부 장관
- 김윤형 : 이규동 역 (최종 계급 :  준장(准將))

육사 2기 이순자 여사 부친 대한노인회 회장, 육군 준장 예편
- 임문수 : 이규광 역 (최종 계급 :  준장(准將))

육사 3기 이순자 여사 숙부, 대한광업진흥공사 사장, 육군 준장 예편
- 윤용현 : 신동기 역 - 보안사령부, 국가안전기획부 수사관
- 박병훈 : 우국일 역 (최종 계급 :  준장(准將))

보안사령부 참모장, 육군 준장 예편
- 이순성 : 우경윤 역 (최종 계급 :  소장(少將))

육사 14기 육군 범죄수사단장, 육군 소장 예편
- 이혜숙 : 장영자 역 - 대화산업 명예회장, 이순자의 숙부 이규광의 처제
- 남영진 : 이철희 역 (최종 계급 :  소장(少將))

육사 2기 중앙정보부 차장, 육군 방첩부대장, 육군 소장 예편
- 권태원 : 문명진 역 - 장영자 사건 담당검사
- 김원배 : 이종원 역 - 법무부장관
- 최진홍 : 이종남 역 - 대검찰청 중앙수사부장
- 김명수 : 김윤호 역 (최종 계급 :  대장(大將))

육군 제1군단장, 합동참모본부 의장, 육군 대장 예편
- 박규채 : 김정렬 역 - 대한민국 제19대 국무총리, 제7대 국회의원, 군사영어학교, 국방부장관, 민주공화당 의장
- 순동운 : 이원조 역 - 한국석유개발공사 사장, 전두환 동기
- 구보석 : 안무혁 역 (최종 계급 :  준장(准將))

육사 14기 국회의원, 국가안전기획부장, 국세청장, 육군 준장 예편
- 이도련 : 최순달 역 - 일해안보통일연구소장
- 최승철 : 김만제 역 - 재무부장관, 부총리 겸 경제기획원 장관, 포항제철 회장
- 장순국 : 정구영 역 - 검찰총장, 서울지검 검사장
- 신재도 : 신창헌 역 - 서울지방검찰청 형사 2부 부장검사
- 최한호 : 최환 역 - 서울지방검찰청 공안 2부 부장검사
- 신귀식 : 김윤환 역 - 제10, 11, 13~15대 국회의원, 대통령비서실장, 문화공보부 차관, 정무제1장관, 민주자유당·신한국당·민주국민당 대표최고위원
- 박용수 : 안상수 역 - 제15~18대 국회의원, 서울지방검찰청 형사 2부 검사, 한나라당 원내대표, 한나라당 대표최고위원, 제22대 (민선 6기) 경남 창원시장
- 양재원 : 황적준 역 - 국립과학수사연구소 (박종철 부검의)
- 장호비 : 박동우 역 - 한양대학교 병원 (박종철 부검의)
- 미상 : 박종철 역 - 서울대학교 학생회장, 박종철 고문치사사건의 당사자
- 신원균 : 강민창 역 - 치안본부장(치안총감)
- 강기성 : 박처원 역 - 치안감
- 유태술 : 조한경 역 - 치안본부 대공 수사관(경위)
- 양형호 : 이승완 역
- 이한위 : 용팔이 역 - 용팔이사건 주도 조직폭력배
- 김경하 : 김성기 역 - 법무부장관
- 조정국 : 김용갑 역 (최종 계급 :  소령(少領))

육사 17기 대통령 비서실 민정수석비서관, 총무처장관, 제15~17대 국회의원, 육군 소령 예편
- 유식 (최종 계급 :  소장(少將))

안현태 역 - 육사 17기, 대통령 경호실장, 육군 소장 예편

### 신군부(하나회)
- 문회원 : 황영시 역 (최종 계급 :  대장(大將))

육사 10기 감사원장, 육군참모총장, 육군참모차장, 육군 제1군단장, 육군 대장 예편
- 박영지 : 유학성 역 (최종 계급 :  대장(大將))

정훈 1기 국회의원, 국가안전기획부장, 육군 제3야전군사령관, 국방부 군수차관보, 육군 제100군수지원사령관, 육군 대장 예편
- 이경순 : 차규헌 역 (최종 계급 :  대장(大將))

육사 8기 교통부장관, 육군 제2작전군사령관, 육군사관학교장, 육군 수도군단장, 육군 대장 예편
- 송용태 : 백운택 역 (최종 계급 :  중장(中將))

육사 11기 육군 제71방위사단장, 육군 제9보병사단장, 육군 제1군단장, 1982년 11월 3일 대구에서 육군 중장으로 재직 중 사망
- 김태종 : 박준병 역 (최종 계급 :  대장(大將))

육사 12기 국회의원, 보안사령관, 육군 제20기계화보병사단장, 육군 대장 예편
- 김동현 : 권익현 역 (최종 계급 :  대령(大領))

육사 11기, 육군 제26보병사단 76연대장, 국회의원, 민주정의당 사무총장, 육군 대령 예편
- 이기영 : 최세창 역 (최종 계급 :  대장(大將))

육사 13기 국방부 장관 합동참모의장, 육군 수도경비사령관, 특전사 제3공수특전여단장, 육군 대장 예편
- 전인택 : 박희도 역 (최종 계급 :  대장(大將))

육사 12기 한국토지공사 이사장, 육군참모총장, 육군 제3야전군사령관, 특전사령관, 특전사 제1공수특전여단장, 육군 대장 예편
- 이정훈 : 박세직 (최종 계급 :  소장(少將))

육사 12기 서울시장, 국가안전기획부장, 국가안전기획부 차장, 육군 수도경비사령관, 육군 소장 예편
- 김영석 : 김진영 역 (최종 계급 :  대장(大將))

육사 17기 육군참모총장, 육군 수도경비사령관, 육군 수도경사령부 제33경비단장, 육군 대장 예편
- 정한헌 : 권정달 역 (최종 계급 :  준장(准將))

육사 15기 국회의원, 보안사령부 정보처장, 민주정의당 사무총장, 육군 준장 예편
- 미상 : 장기오 역 (최종 계급 :  중장(中將))

육사 12기 총무처 장관 특전사 제5공수특전여단장, 육군 중장 예편
- 조경호 : 정동호 역 (최종 계급 :  중장(中將))

육사 13기 국회의원, 한국도로공사 사장, 육군참모차장, 대통령 경호실장, 대통령 경호실 상황실장, 육군 중장 예편
- 최은석 : 고명승 역 (최종 계급 :  대장(大將))

육사 15기 보안사령관, 육군 수도경비사령관, 대통령 경호실, 육군 대장 예편
- 황윤걸 : 민병돈 역 (최종 계급 :  중장(中將))

육사 15기 특전사령관, 육군사관학교장, 육군 중장 예편
- 고태산 : 구창회 역 (최종 계급 :  대장(大將))

보안사령관, 육군 제9보병사단 참모장, 육군 대장 예편
- 김명현 : 정도영 역 (최종 계급 :  소장(少將))

보안사령부 보안처장, 육군 소장 예편
- 홍성범 : 조홍 역 (최종 계급 :  준장(准將))

육사 13기 육군 수도경비사령부 헌병단장, 육군 준장 예편
- 김세형 : 신윤희 역 (최종 계급 :  소장(少將))

육사 21기 육군 수도경비사령부 헌병단 부단장, 육군 소장 예편
- 변규수[2] : 육군본부 보안부대장 역 (계급 :  준장(准將))
- 박우열 : 박종규 역 (최종 계급 :  소장(少將))

육사 23기 특전사 제3공수특전여단 15대대장, 육군 소장 예편
- 황진영 : 이기룡 역 (최종 계급 :  대령(大領))

특전사 제1공수특전여단 참모장 육군 대령 예편

### 12·12사태 진압군(비 하나회)
- 박인환 : 정승화 역 (최종 계급 :  대장(大將))

육사 5기 육군참모총장, 육군사관학교장, 육군 방첩대장, 통일민주당 상임고문, 육군 대장 예편
- 허기호 : 김종환 역 (최종 계급 :  대장(大將))

합동참모본부 의장, 내무부 장관, 육군 대장 예편
- 김태영 : 유병현 역 (최종 계급 :  대장(大將))

한미연합사령부 부사령관, 합동참모본부 의장, 육군 대장 예편
- 김기현 : 장태완 역 (최종 계급 :  소장(少將))

육군종합학교 육군 수도경비사령관. 제16대 국회의원, 육군 소장 예편
- 이용진 : 김기택 역 (최종 계급 :  준장(准將))

육군 수도경비사령부 참모장, 육군 준장 예편
- 이정성 : 김수택 역

육군 수도경비사령관 비서실장 (계급 :  중령(中領))
- 김주영 : 김진기 역 (최종 계급 :  준장(准將))

육군종합학교 육군본부 헌병감, 육군 준장 예편
- 김호영 : 윤성민 역 (최종 계급 :  대장(大將))

육사 8기 국방부 장관, 합동참모의장, 육군 제1야전군사령관, 육군참모차장, 육군 대장 예편
- 한영수 : 하소곤 역 (최종 계급 :  소장(少將))

육군종합학교 육군본부 작전참모부장, 육군 소장 예편
- 박종원 : 문홍구 역 (최종 계급 :  중장(中將))

합동참모본부장, 육군 중장 예편
- 차윤회 : 이건영 역 (최종 계급 :  중장(中將))

육사 8기 육군 제3야전군 사령관, 육군 중장 예편
- 민욱 : 정병주 역 (최종 계급 :  소장(少將))

육사 9기 특전사령관, 육군 소장 예편
- 최범호 : 이순길 역 - 특전사령부 부사령관
(계급 :  준장(准將))
- 양동재 : 김오랑 역 (최종 계급 :  중령(中領))

육사 25기 육군소령, 정병주 특전사령관 부관, 사후 육군 중령 추서
- 정석규 : 박종환 역

특전사령관 부관 (계급 :  소령(少領))
- 김형철 : 박희모 역

육군 제30보병사단장 (계급 :  소장(少將))
- 정종현 : 윤흥기 역 (최종 계급 :  소장(少將))

육군종합학교 특전사 제9공수특전여단장, 한미연합사령부 작전참모차장, 육군 소장 예편

### 5·18 광주 민주화 운동
- 정유찬 : 박남선 역 - 시민군 상황실장
- 한복희 : 박남선의 모 역
- 김정학 : 윤상원 역 - 들불야학교사
- 양현태 : 박관현 역 - 전남대학교 법학과 3학년생
- 윤영목 : 정상용 역 - 시민군 외무부장, 제13, 14대 평화민주당·민주당 국회의원
- 이수완 : 김창길 역
- 민대식 : 김종배 역 - 항쟁지도부 위원장
- 오정석 : 장계범 역
- 이경철 : 장휴동 역
- 최낙희 : 안부웅 역 - 특전사 제11공수특전여단 61대대장
- 강민서 : 특전사장교 역 - 특전사 11공수특전여단 진압중대장 (계급 :  중위(中尉))
- 조상기 : 특전부사관 역 - 11 공수특전여단 소속 광주민주화운동 진압부대원 (계급 :  중사(中士))
- 김승민 : 특전사진압부대원 역 - 특전사 11공수특전여단 사병
- 손종범 : 이창석 역 - 광주시민
- 조명진 : 이창석 부인 역
- 허정민 : 이창수 역 - 창석의 동생, 시민군
- 최돈규 : 장형태 역 - 전라남도지사
- 이광세 : 윤공희 역 - 천주교 광주대교구장
- 이필훈 : 이대순 역 - 광주교육청 교육감
- 문용철 : 김성룡 역 - 천주교 광주대교구 남동성당 주임신부
- 곽만용 : 조철현 역 - 천주교 광주대교구 계림동당 주임신부
- 엄동환 : 김성학 역 - 개신교 장로

### 국회
- 주효만 : 박종태 역 - 민주공화당 국회의원
- 김종호 : 양순직 역 - 민주공화당 국회의원, 통일국민당 국회의원
- 김명중 : 김경인 역 - 신민당 국회의원, 민주통일당 국회의원
- 윤석오 : 길전식 역 - 제6~10대 국회의원, 민주공화당 국회의원, 민주공화당 당부의장
- 윤순홍 : 이태섭 역 - 제10, 11, 13, 15대 국회의원, 민주공화당·민주정의당·자유민주연합 국회의원, 민주공화당 총재 비서실장
- 정한헌 : 권정달 역 - 제11, 12, 15대 국회의원, 민주정의당·신한국당·한나라당·새정치국민회의·새천년민주당 국회의원, 민주정의당 사무총장, 보안사령부 정보처장, 한국자유총연맹 총재
- 이원재 : 김상현 역 - 제6~8, 14~16대 국회의원, 신민당·민주당·새정치국민회의·새천년민주당 국회의원, 김영호 제20, 21대 더불어민주당 국회의원의 부친, 더불어민주당 前 상임고문
- 김순용 : 한화갑 역 - 제14~17대 국회의원, 민주당·새정치국민회의·새천년민주당 국회의원, 새정치국민회의 원내총무, 새천년민주당 대표최고위원
- 신귀식 : 김윤환 역 - 대통령비서실장, 유정회 의원, 제10, 11,13~15대 국회의원, 문화공보부 차관, 정무 장관, 민주자유당·신한국당 대표최고위원
- 손호균 : 최병렬 역 - 서울특별시장, 노동부 장관, 문화공보부 장관, 대통령 비서실 정무제1수석비서관, 제12, 14~16대 국회의원, 한나라당 대표최고위원
- 양영준 : 이민우 역 - 제4, 5, 7, 9, 10, 12대 국회의원, 신한민주당 총재
- 최상훈 : 김동영 역 - 신민당·신한민주당·통일민주당·민주자유당 국회의원, 제9, 10, 12, 13대 국회의원, 정무장관, 신한민주당·민주자유당 원내총무
- 정명환 : 김덕룡 역 - 신민당 총재 비서실장, 제13~17대 국회의원, 민주자유당 사무총장, 한나라당 원내대표, 정무장관, 민주평화통일자문회의 수석부의장
- 김익태 : 황낙주 역 - 제8~15대 국회의원, 신민당·민주한국당·통일민주당·민주자유당·신한국당·한나라당 국회의원, 신민당 사무총장, 제14대 국회 전반기 국회부의장, 제14대 국회 후반기 국회의장
- 안진수 : 최형우 역 - 제8~10, 13~15대 국회의원, 신민당 총재비서관, 통일민주당 원내총무, 통일민주당 부총재, 정무장관, 내무부장관
- 송석호 : 이철승 역 - 제3~5, 8~10, 12대 국회의원, 신민당 국회의원, 신한민주당 총재
- 김동철 : 박권흠 역 - 신민당 국회의원, 민주정의당 국회의원, 신민당 총재비서실장, 신민당 대변인
- 박승규 : 신상우 역 - 제8~11, 13~15대 국회의원, 신민당·민주한국당·통일민주당·민주자유당·신한국당·한나라당·민주국민당 국회의원, 한나라당 부총재, 민주한국당 최고위원, 초대 해양수산부 장관, 민주평화통일자문회의 수석부의장, KBO 총재
- 이대로 : 이부영 역 - 민주통일민중운동연합 사무처장, 제14~16대 국회의원, 한나라당 원내총무, 한나라당 부총재, 열린우리당 상임중앙위원, 열린우리당 의장, 민주통합당·새정치민주연합 前 상임고문
- 임병기 : 이용구 역 - 신민당 총무부국장
- 김진호 : 이택돈 역 - 신민당 국회의원
- 안형식 : 이택희 역 - 신민당 국회의원
- 강태공 : 이춘구 역 - 육사 14기 제11~14대 국회의원, 민주정의당·민주자유당·신한국당 국회의원, 민주정의당 사무총장, 제14대 국회 전반기 국회부의장, 민주자유당 대표최고위원
- 유승진 : 김옥두 역 - 제14~16대 국회의원, 민주당·새정치국민회의·새천년민주당 국회의원
- 김강산 : 홍기훈 역 - 제13, 14대 국회의원, 평화민주당·신민주연합당·민주당·통합민주당 국회의원
- 박유승 : 홍희표 역 - 제13대 국회의원, 무소속·민주정의당·민주자유당 국회의원
- 박통일 : 임복진 역 - 제14, 15대 국회의원, 민주당·새정치국민회의 국회의원

### 최규하 정부 인물
- 김성겸 : 최규하(崔圭夏) 역 - 대한민국 제10대 대통령, 대통령권한대행, 국무총리
- 신충식 : 신현확 역 - 국무총리, 국무부총리
- 박규점 : 최광수 역 - 대통령 비서실장
- 최병학 : 주영복 역 (최종 계급 :  대장(大將)

공군사관후보생 국방부 장관, 공군참모총장, 공군 대장 예편
- 홍민우 : 이희성 역 (최종 계급 :  대장(大將))

육사 8기 육군참모총장, 중정부장 서리, 육군 대장 예편
- 한춘일 : 안종훈 역 - 육군 군수기지 사령관

### 제3·4공화국 인물
- 이창환 : 박정희 역 (최종 계급 :  대장(大將))

육사 2기 대한민국 제5~9대 대통령, 국가재건최고회의 의장, 육군 대장 예편(4공화국 연결).
- 김형일 : 김재규 역 (최종 계급 :  중장(中將))

육사 2기 중앙정보부장, 건설부장관, 중앙정보부 차장, 육군 제3군단장, 육군 중장 예편
- 나성균 : 김계원 역 (최종 계급 :  대장(大將))

군사영어학교 대통령 비서실장, 중앙정보부장, 육군참모총장, 육군 대장 예편
- 정호근 : 차지철 역 (최종 계급 :  중령(中領))

육군종합학교 대통령 경호실장, 민주공화당 국회의원, 육군 중령 예편
- 신국 : 노재현 역 (최종 계급 :  대장(大將))

육사 3기 국방부 장관, 육군참모총장, 육군 대장 예편
- 고정민 : 박근혜 역 - 대한민국 제18대 대통령, 제15~19대 국회의원, 한국미래연합 대표최고위원, 한나라당 대표최고위원, 박정희 대통령 영애
- 전수지 : 박근영 역 - 박정희 대통령 영애
- 김남길 : 박지만 역 (최종 계급 :  대위(大尉))

현EG 회장,박정희 대통령 영식 육군 대위 예편
- 김봉근 : 박종규 역 (최종 계급 :  대령(大領))

육군종합학교 I.O.C위원, 민주공화당 국회의원, 대통령 경호실장, 육군 대령 예편(4공화국 연결).
- 양미경 : 육영수 역 - 박정희 대통령 영부인
- 박광남 : 이후락 역 (최종 계급 :  소장(少將))

군사영어학교 민주공화당 국회의원, 중앙정보부장, 주일본대사, 대통령 비서실장, 공보실장, 육군 소장 예편
- 이성호 : 김치열 역 - 법무부 장관
- 미상 : 구자춘 역 - 내무부 장관
- 강상구 : 김정섭 역 - 중앙정보부 제2차장보
- 공재원 : 정인형 역 - 대통령 경호처장
- 송귀현 : 이재전 역 (최종 계급 :  중장(中將))

육사 8기 대통령 경호실 차장, 육군 중장 예편(4공화국 연결).

### 삼청교육대인물
- 강도한 : 정상진 역 - 고2때 학교를 그만두고 삼청교육대에서 훈련받은 학생
- 이정호 : 이종수 역 - 조직 폭력배, 룸살롱 총무
- 이은철 : 교관 대장 역 - 삼청교육대 훈련소 교관 대장

### 10·26 사건인물
- 김진근 : 박흥주 역 - 육사 18기 육군 대령, 중앙정보부장 수행부관
- 현영임 : 김묘춘 역 - 박흥주 대령의 처
- 김혁 : 박선호 역 - 예비역 해병 대령, 중앙정보부 의전과장
- 김신일 : 이기주 역 - 궁정동 안가 경비과장
- 백종헌 : 유성옥 역 - 궁정동 안전가옥 운전기사
- 신준영 : 서영준 역 - 궁정동 안전가옥 경비원
- 미상 : 김태원 역 - 궁정동 안전가옥 경비원
- 미상 : 유석술 역 - 궁정동 안전가옥 경비원
- 장대지 : 김인수 역 - 육군 대위, 중앙정보부장 경호조장
- 윤갑수 : 김영선 역 - 육군 중장, 10·26 사건 재판장
- 원미원 : 권유금 역 - 김재규 부장의 모친
- 신동미 : 심수봉 역 - 가수
- 조미나 : 신재순 역 - 모델 한양대학교 연극영화학과 학생

### 그 외 인물
- 미상 : 글라이스틴 역 - 주한 미국 대사
- 이참 : 로버트 브루스터 역 - CIA 한국지부장
- 미상 : 존 위컴 역 (계급 :  대장(General))

주한 미8군 사령관 겸 한미연합사령관
- 이병식 : 김병수 역 - 국군서울지구병원장
(계급 : 공군  준장(准將))
- 이종구 : 윤보선 역 - 대한민국 제4대 대통령
- 이영석 : 백기완 역 - 사회기관단체인
- 정명준 : 김정택 역 - 기독청년회 회장
- 신신범 : 함석헌 역 - 재야운동가
- 박팔영 : 강신옥 역 - 변호사, 제13대 국회의원
- 홍성찬 : 김교련 역 - 동아건설 사장, 보안사령부 대공처장
- 이석구 : 최준문 역 - 동아건설 회장
- 김건호 : 방우영 역 - 조선일보 사장
- 박종관 : 정주영 역 - 현대그룹 회장, 제14대 국회의원, 통일국민당 총재
- 최성웅 : 이동찬 역 - 코오롱그룹 회장
- 김용희 : 심재철 역 - 서울대학교 총학생회장, MBC 기자, 제16~20대 국회의원, 제20대 국회 전반기 국회부의장, 자유한국당·미래통합당 원내대표
- 김수근 : 유시민 역 - 작가, 제16, 17대 국회의원, 제44대 보건복지부 장관
- 서일현 : 현무환 역
- 미상 : 최영선 역
- 김재권 : 김근수 역 - 중앙정보부 안전국장
- 신종훈 : 정동년 역 - 전남대학교 복학생 협의회 의장, 제4대 광주광역시 남구청장(민선 2기)
- 박영태 : 윤흥정 역 - 육사 8기 전남·북계엄사령관, 육군 전투교육사령관
- 한규희 : 소준열 역 (최종 계급 :  대장(大將))

육사 10기 전남·북계엄사령관, 육군 전투교육사령관, 육군 대장 예편
- 나재균 : 김기석 역 - 육군 전투교육사령부 부사령관
- 조동희 : 정웅 역 (최종 계급 :  소장(少將))

육군 제31보병사단장, 육군 소장 예편
- 조태봉 : 최웅 역 - 특전사 제11공수특전여단장
- 이영재 : 신우식 역 - 특전사 제7공수특전여단장
- 서영탁 : 권영해 역 - 육사 16기 국가안전기획부장, 국방부 장관, 국방부 차관
- 이영후 : 강창성 역 - 육사 8기 보안사령관, 제14, 16대 국회의원
- 민지환 : 윤필용 역 (최종 계급 :  소장(少將))

육사 8기 육군 수도경비사령관, 육군 방첩부대장, 육군 6관구 사령관, 육군 소장 예편
- 김춘기 : 신범식 역 - 서울신문 사장.
- 미상 : 문익환 역 - 목사 (영화배우 문성근의 부친)
- 이일웅 : 세지마 류조 역 - 이토추 상사 회장, 박정희 대통령의 일본 육사 선배 만주군 상관
- 전국근 : 장기봉 역 - 신아일보 사장
- 문수종 : 이동욱 역 - 동아일보 사장
- 한인수 : 양정모 역 - 국제그룹 회장
- 이영희 : 양정모 회장의 아내 역
- 김응석 : 김덕영 역 - 국제그룹 부회장, 양정모의 사위.
- 김각중 : 김중원 역 - 한일그룹 회장
- 최효상 : 이익선 역 - 제일은행 은행장
- 유학승 : 소병해 역 - 삼성그룹 前 비서실장
- 최재형 : 이건희 역 - 삼성그룹 회장
- 이영 : 김우중 역 - 대우그룹 前 회장
- 김혜진 : 수지킴 역 - 윤태식의 부인
- 신성원 : 윤태식 역 - 수지킴의 남편
- 손영순 : 김성순 역 - 수지킴의 모친
- 박철민 : 김만식 역 - 수지킴의 오빠
- 이경영 : 남영식 역 - 싱가포르 대사관 부이사관
- 곽은태 : 이장춘 역 - 주 싱가포르 대사
- 최오식 : 조한근 역 - 싱가포르 1등 서기관
- 최은숙 : 이태영 역 - 변호사, 정일형 박사 부인, 정치인 정대철 (제9~10대,13~14대,16대 국회의원) 모, 정치인 정호준 (제19대 국회의원) 조모
- 김동석 : 허경만 역 - 검사, 변호사, 제10~14대 국회의원, 평화민주당 원내총무, 평화민주당 부총재, 제14대 국회 전반기 국회부의장, 제31, 32대 전라남도지사(민선 1, 2기)
- 조병곤 : 정기용 역 - 군 검찰부장
- 최재호 : 이상재 역 - 일명 강기덕. 보안사령부 언론대책반장
- 이일섭 : 문흥식 역 - 김대중 내란음모사건 재판장
- 이원용 : 김제진 역 - 대화산업 사장
- 김홍석 : 김수철 역 - 대아금속 사장
- 최선균 : 변강우 역 - 공영토건 회장
- 홍성선 : 변태수 역 - 공영토건 상무
- 이철민 : 김동겸 역 - 한국상업은행 대리
- 이상용 : 임재수 역 - 조흥은행장
- 김진서 : 이현우 역 - 육사 17기, 대통령 경호실장
- 오성렬 : 방준필 역 - 국가안전기획부 서울분실장
- 전일범 : 장승옥 역 - 국가안전기획부 해외공작국 부국장
- 김수근 : 윤선남 역
- 김명희 : 윤선남의 모 역
- 이제인 : 김효실 역 - 윤선남의 대학 동기 및 여친, 야학 교사
- 홍승모 : 2부 박정희를 살리려고 심폐소생술을 시도하는 국군서울지구병원 군의관 육군 중령
- 홍재성 : 2부 장세동의 부하 10.26 당시 수도경비사령부 제30경비단의 일직사령 육군 대위
- 최윤준 : 3부 국방부 보안부대장 김병두 대령, 36부 주 싱가포르 북한 대리대사 리창용
- 유인석 : 3부 헌병감 김진기와 같이 나타나 김재규를 김진기에게 인솔하는 군인
- 유승민 : 3부 중앙정보부장 경호조장 김인수 대위 일행을 육군본부로 인솔하는 헌병 대위
- 이중열 : 4부 식당에서 아침식사 하고 있는 박흥주 뒤에서 박정희의 죽음을 좋아하는 시민
- 여재구 : 5부 통대선거 반대집회 연행자들을 임시적으로 관리하는 경찰서 유치장 경찰
- 봉두개 : 6부 정승화 연행시 육군참모총장 공관 밖으로 도망치는 소령
- 박형선 : 6부 연희동 비밀 요정 민마담
- 염정구 : 7, 8, 9부 육군 수도경비사령부 작전참모
- 최민 : 8부 전차를 몰고 김진영과 대치하는 육군 수도경비사령부 제33경비단 전차중대장(대위)
- 김대성 : 9, 12, 13, 14, 15부 신현확, 주영복, 권정달, 허화평을 조사하는 담당검사
- 이종만 : 10, 11부 12·12 역쿠테타 수장 육군 중장
- 김선동 : 10, 11부 12·12 역쿠테타 대원
- 황덕재 : 10, 11부 12·12 역쿠테타 대원
- 맹봉학 : 11부 현대그룹 중역
- 고진명 : 11부 현대그룹 중역
- 오협 : 11, 13부 김대중의 대전 천주교 연수원 강연회와 김대중-김영삼 외교클럽회담을 취재하러 온 박 기자
- 손선근 : 12부 전두환과의 언론사 간부 미팅에서 3김에 대해 질문하는 언론사 간부
- 박재현 : 14부 서울역 앞에서 총학생회 차량 내 학생
- 서정주 : 14부 이화여자대학교 전국 대학 총학생회장 모임에서 심재철 옆에 있는 총학회장
- 김선은 : 14부 이화여자대학교 전국 대학 총학생회장 모임에서 학교로 복귀하자고 하는데 찬성을 외치는 학생
- 김민진 : 15, 16부 계엄군에게 항의하다가 도망쳐 독서실로 숨은 전남대학교 학생
- 구중림 : 15, 18부 광주 505 보안부대 상황실 무전 응답 군인
- 조찬희 : 15부 전남도청으로 가면서 비상계엄 반대를 외치는 전남대학교 학생
- 김용승 : 18부 국방부에서 김대중 내란음모사건 중간수사 발표자
- 이승찬 : 19부 장계범과 내통하는 보안사령부 요원
- 김영 : 20부 전두환 관상이 대통령이 되는데 부적합하다고 말하다 보안사령부 조사실로 끌려가 뺨 맞는 무속인
- 김진양 : 20부 보안사령부 조사실로 끌려온 여자 무속인
- 김성훈 : 20부 보안사령부 요원
- 김홍수 : 21부 김대중 내란음모사건 수사발표자
- 한창현 : 22부 강창성의 지시로 전두환을 연행하는 보안사령부 수사관
- 양승걸 : 23부 욕설을 하는 이종수를 구타하고, 삼청교육대 호송 담당 형사
- 정웅진 : 23부 삼청교육대로 보낼 사람을 지시하는 육군 중령
- 이관영 : 23부 삼청교육대로 보낼 사람을 분류하라고 지시받는 경찰서장
- 김영민 : 23부 정상진이 다니는 학교 교장
- 김광인 : 23부 정상진이 다니는 학교 학생 주임
- 이봉규 : 23부 장영자가 들른 골동품상
- 유준석 : 23, 24부 사장의 부당해고에 반대하여 삼청교육대에 끌려와서 구타와 감금으로 정신이상자가 되는 사람
- 임성표 : 23부 직원을 부당해고하는 사장
- 원완규 : 23, 24부 삼청교육대 교관
- 박종설 : 24부 삼청교육대 구타와 가혹행위를 견디지 못해 자는 중에 못을 삼키고 자살하는 사람
- 신복숙 : 24부 이순자에게 한복 맞춤을 요청받는 한복점 사장 이리자
- 이훈재 : 25부 동교동 김대중 집 앞에 내려주고 떠나는 중앙정보부 요원
- 전해룡 : 26부 동아방송 종료를 알리는 최종철 정경부장.
- 왕태언 : 26부 국방과학연구소 대전 기계창에서 전두환과 얘기를 나눈 과학자
- 백윤흠 : 26부 김대중 내란 음모사건 검찰관 육군 중령
- 이두경 : 26부 장기봉을 보안사령부 조사실로 인솔하는 보안사령부 요원
- 한태일 : 24, 27, 28부 장영자가 접근한 사채업자 김회장
- 최영재 : 27, 28부 사채업자 김회장 수하
- 권관오 : 27, 29부 장영자의 부
- 단강호 : 27, 29부 권정달을 취재하는 기자
- 이정훈 : 27부 이철희-장영자 결혼식 사회자
- 지성근 : 28부 이철희-장영자 자택에 침입한 도둑
- 조문의 : 28, 29부 문명진의 지시에 따라 장영자 집을 수사하는 수사관
- 염재욱 : 31, 32부 윤선남의 대학 선배
- 박용진 : 31, 32부 윤선남 등 프락치 사건과 관련된 학생들을 체포하는 형사
- 손유경 : 31부 김효실의 야학 제자
- 유형관 : 31부 가택연금된 김영삼에게 일시해제를 알려주러 온 마포경찰서장.
- 홍승범 : 32부 국세청 직원
- 신흥철 : 33부 노태우 부정축재사건 재판장
- 정병호 : 34부 양정모의 비서
- 오성열 : 34부 국가안전기획부 방준필 서울분실장
- 승의열 : 35부 금강산댐 건설계획 보고자
- 최제동 : 35부 이학봉의 질문에 대답하는 댐건설 전문가
- 이기철 : 36부 서울 지방 검찰청 외사부 검사
- 김태형 : 36부 수지 킴 집을 방문하는 조총련계 일본인
- 미상 : 36부 수지 킴의 시신을 보고 놀라는 홍콩 경찰 역
- 김재흠 : 36부 수지 킴 집을 수사하는 수사관
- 송승용 : 36부 윤태식이 패스 21 사장 시절 인터뷰하는 기자
- 이양희 : 37부 김윤환을 국가안전기획부로 데려가서 조사하는 국가안전기획부 수사과장
- 남상백 : 37부 박종철의 형
- 윤병화 : 37부 조한경에게 검찰 수사를 받아라고 하는 조한경의 상관
- 박진성 : 37부 박종철 사건 브리핑, 서울지검, 이철승 기자회견에 질문하는 기자, 41부 북경에서 김대중에게 질문하는 기자
- 우성아 : 37, 38, 39부 김용남(용팔이)의 수하
- 최민준 : 보안사령부, 국가안전기획부 직원(취조, 녹화사업 등 여러 회차에서 고문담당 수사관으로 출연)
- 장태상 : 전두환의 보안사령관 시절 수행부관 손삼수 중위(후에 대위로 진급)
- 서장석 : 전두환의 보안사령관 시절 운전병, 대통령 경호실 경호관
- 서주성 : 41부 하와이에서 김영삼에게 질문하는 기자
- 정국빈 : 41부 북경에서 김대중에게 질문하는 기자

## 시청률
최저 시청률과 최고 시청률은 시청률 조사회사와 지역별로 시청률에 차이가 있을 수 있습니다.
| 2005년      | 2005년      | 2005년                        | 2005년         | 2005년       |
| 회차        | 방송일      | 부제                          | 시청률         | 시청률       |
| 회차        | 방송일      | 부제                          | 대한민국(전국) | 서울(수도권) |
| ----------- | ----------- | ----------------------------- | -------------- | ------------ |
| 제1회       | 4월 23일    | 운명의 총소리 10·26           | 12.8%          | 13.2%        |
| 제2회       | 4월 24일    | 운명의 총소리 10·26           | 16.3%          | 16.6%        |
| 제3회       | 4월 30일    | 운명의 총소리 10·26           | 13.5%          | 13.5%        |
| 제4회       | 5월 1일     | 12·12 군사 쿠데타             | 15.8%          | 16.3%        |
| 제5회       | 5월 7일     | 12·12 군사 쿠데타             | 13.4%          | 14.4%        |
| 제6회       | 5월 8일     | 12·12 군사 쿠데타             | 17.4%          | 17.8%        |
| 제7회       | 5월 14일    | 12·12 군사 쿠데타             | 14.5%          | 15.3%        |
| 제8회       | 5월 15일    | 12·12 군사 쿠데타             | 15.0%          | 15.5%        |
| 제9회       | 5월 21일    | 12·12 군사 쿠데타             | 13.6%          | 14.1%        |
| 제10회      | 5월 22일    | 12·12 역쿠데타                | 13.7%          | 13.8%        |
| 제11회      | 5월 28일    | 12·12 역쿠데타                | 10.7%          | 11.2%        |
| 제12회      | 5월 29일    | 서울의 봄                     | 11.6%          | 11.3%        |
| 제13회      | 6월 4일     | K-공작계획                    | 12.8%          | 12.6%        |
| 제14회      | 6월 5일     | 5·17 군사 쿠데타              | 12.9%          | 13.7%        |
| 제15회      | 6월 11일    | 5·18 광주민주화운동           | 12.8%          | 13.1%        |
| 제16회      | 6월 12일    | 5·18 광주민주화운동           | 15.4%          | 15.3%        |
| 제17회      | 6월 18일    | 5·18 광주민주화운동           | 14.6%          | 14.8%        |
| 제18회      | 6월 19일    | 5·18 광주민주화운동           | 13.7%          | 13.7%        |
| 제19회      | 6월 25일    | 5·18 광주민주화운동           | 11.2%          | 11.2%        |
| 제20회      | 6월 26일    | 혁명위원회 - 국보위           | 15.4%          | 15.7%        |
| 제21회      | 7월 2일     | 최규하 하야작전               | 11.9%          | 11.9%        |
| 제22회      | 7월 3일     | 비밀 사조직 하나회            | 14.3%          | 13.5%        |
| 제23회      | 7월 9일     | 삼청교육대                    | 13.6%          | 13.9%        |
| 제24회      | 7월 10일    | 삼청교육대                    | 13.9%          | 14.0%        |
| 제25회      | 7월 16일    | 김대중 내란음모사건           | 12.8%          | 13.2%        |
| 제26회      | 7월 17일    | 언론통폐합                    | 13.0%          | 13.5%        |
| 제27회      | 7월 23일    | 큰손 장영자                   | 10.9%          | 11.5%        |
| 제28회      | 7월 24일    | 큰손 장영자                   | 11.9%          | 12.3%        |
| 제29회      | 7월 30일    | 큰손 장영자                   | 12.5%          | 13.5%        |
| 제30회      | 7월 31일    | 청와대 비서실                 | 14.2%          | 14.6%        |
| 제31회      | 8월 6일     | 녹화사업 - 프락치             | 9.7%           | -            |
| 제32회      | 8월 13일    | 녹화사업 - 프락치             | 9.9%           | 10.9%        |
| 제33회      | 8월 14일    | 국제그룹 해체                 | 11.3%          | 11.9%        |
| 제34회      | 8월 20일    | 국제그룹 해체                 | 11.5%          | 11.9%        |
| 제35회      | 8월 21일    | 200억 톤 물폭탄 - 금강산댐    | 12.8%          | 12.7%        |
| 제36회      | 8월 27일    | 여간첩 수지킴 조작사건        | 9.0%           | 8.9%         |
| 제37회      | 8월 28일    | 박종철 고문치사사건           | 10.8%          | 11.5%        |
| 제38회      | 9월 3일     | 민주당 창당 방해사건 - 용팔이 | 11.6%          | 11.9%        |
| 제39회      | 9월 4일     | 6·10 항쟁                     | 15.5%          | 15.5%        |
| 제40회      | 9월 10일    | 6·29 선언                     | 14.9%          | 14.9%        |
| 제41회      | 9월 11일    | 적과 동지 (최종회)            | 17.9%          | 17.4%        |
| 평균 시청률 | 평균 시청률 | 평균 시청률                   | 13.2%          | -            |

## 결방 사유
- 2005년 8월 7일 : 2005년 동아시아 축구 선수권 대회 결승전 〈한국 VS 일본〉 중계방송으로 MBC 뉴스데스크, MBC 스포츠뉴스 등이 밤 10시에 편성되면서 결방.[3]

## 참고 사항
- 전두환 역을 맡은 이덕화의 극중 모습에 반해 전두환 팬클럽이 생기기도 하였다.
- 한 네티즌이 드라마의 주제곡인 〈데우스 논 볼트〉(라틴어: Deus Non Vult→신께선 원하시지 않는다)의 가사를 몬드그린에 기반하여 적어올린 것이 다른 네티즌들의 웃음을 유발했다.[4]
- 박철언은 제36회 〈여간첩 수지킴 조작사건〉 편에 관해서 당시 국가안전기획부장 특별보좌관이었던 자신이 수지 김 사건에 관여된 것처럼 묘사되어 명예를 훼손 당했다며 MBC와 PD를 상대로 소송을 내 일부 승소 판결을 받아냈다.[5]
- 제5공화국의 핵심 인물이었던 허화평, 정호용, 장세동, 이학봉 등은 성명 발표 등으로 제작진에게 불만을 표시했고 세 차례 대본 수정을 요구했다. 결국 최종회 〈적과 동지〉 편이 끝나고 이들이 제기한 반론보도문을 게재했다.[6]
- 2005년 8월 11명의 신군부 인사[7]는 성명서를 발표하고, 드라마 제5공화국은 ‘전두환 죽이기’ 시나리오의 일부가 아닌가 의심이 들 정도로 정치 보복의 도구가 되는 드라마라고 항의했다.[8]
- 당초 김영철와 견미리가 각각 전두환과 이순자 역으로 낙점되었으나 개인 사정으로 고사했다.[9]
- 변우민과 박은혜는 각각 박철언과 박근혜 역에 한때 거론된 바 있다.[10]

## 같이 보기
- 서울의 봄
- 《서울의 봄》 2023년 영화
- 《헌트》 2022년 영화
- 《1987》 2017년 영화
- 《택시운전사》 2017년 영화
- 《화려한 휴가》 2007년 영화
- 《그때 그사람들》 2005년 영화
- 제5공화국
- 대한민국 정치비사
- 전두환
- 노태우
- 하나회
- 10·26 사건
- 12·12 군사 반란
- 5·17 쿠데타
- 5·18 광주 민주화 운동
- 6월 민주 항쟁